# Gare d'Ebblinghem
La gare d'Ebblinghem est une gare ferroviaire française de la ligne de Lille aux Fontinettes, située sur le territoire de la commune d'Ebblinghem dans le département du Nord, en région Hauts-de-France. 
C'est une halte voyageurs de la Société nationale des chemins de fer français (SNCF), desservie par des trains TER Hauts-de-France.

## Situation ferroviaire
Établie à 35 mètres d'altitude, la gare d'Ebblinghem est située au point kilométrique (PK) 55,802 de la ligne de Lille aux Fontinettes, entre les gares d'Hazebrouck et de Renescure.

## Histoire
En 1858 un vœu du Conseil général du département du Nord pour une voie de garage a été refusée par le Ministre du fait de l'insuffisance du potentiel de trafic, cette demande revient lors de la cession de 1861 mais le Conseil convient de ne pas donner suite.
Le tableau du classement par produit des gares du département du Nord pour l'année 1862, réalisé par Eugène de Fourcy, ingénieur en chef du contrôle, place la station d'Ebblinghem  au 43e rang, et au 121e pour l'ensemble du réseau du Nord, avec un total de 7 097,53 fr. Dans le détail cela représente : 6 792,76 fr pour un total de 5 362 voyageurs transportés, la recette marchandises étant de 304,77 fr (grande vitesse) et il n'y a pas de service petite vitesse.

## Service des voyageurs

### Accueil
Halte SNCF, c'est un point d'arrêt non géré (PANG) à entrée libre.

### Dessertes
Ebblinghem est desservie par des trains TER Hauts-de-France qui effectuent des missions entre les gares de Lille-Flandres, ou d'Hazebrouck, et de Calais-Ville.

### Intermodalité
Un parking pour les véhicules y est aménagé.